# Алеман, Аллан
Аллан Фабиан Алеман Авила (исп. Allan Fabián Alemán Ávila; 29 июля 1983 года, Сан-Хосе) — коста-риканский футболист, полузащитник.

## Карьера

### Клубная
Воспитанник «Саприссы». Начинал свою карьеру в родной команде, в составе которой неоднократно становился чемпионом страны. Наиболее успешным для Алемана получился 2005 год, в ходе которого он победил с командой Лиге чемпионов КОНКАКАФ и стал бронзовым призером Клубного чемпионата мира.
Позднее выступал в Гватемале и в Гондурасе, а также провел один сезон в китайском клубе «Синьцзян Тяньшань Леопард».
Последней коллективом в карьере полузащитника стал «Мунисипаль Гресия». В 2019 году Алеман сразу после завершения карьеры исполнял обязанности его главного тренера.

### В сборной
За сборную Коста-Рики Аллан Алеман дебютировал 2 июня 2007 года в товарищеском матче против Чили (2:0). В этом же году хавбек принял в составе «тикос» выступал Золотом Кубке КОНКАКАФ в США. Всего за сборную Алеман провел 10 матчей.

## Достижения

### Национальные
- Чемпион Коста-Рики (6): 2003/2004, 2005/2006, 2006/2007, 2009 (Зима), 2009 (Лето), 2010 (Лето).
- Чемпион Гватемалы (1): 2012 (Клаусура).

### Международные
- Победитель Лиги чемпионов КОНКАКАФ (1): 2005.
- Победитель Клубного кубка UNCAF (1): 2003.
- Бронзовый призёр Клубного чемпионата мира (1): 2005.